# Улица Кулахметова (Казань)
Улица Кулахме́това (тат. Коләхмәтов урамы, Qoläxmätef uramı) — улица в Кировском и Московском районах Казани, в историческом районе Пороховая слобода. Названа в честь писателя и революционера Гафура Кулахметова.

## География
Начинаясь от улицы Фрунзе, пересекает улицы, Сабан, Батыршина, Шамиля Усманова и заканчивается пересечением с улицей Восстания («разъезд Восстания»).

## История
Улица возникла не позднее последней четверти XIX века и была частью дороги, соединявшей Пороховую слободу и село Караваево, откуда пошло и её первое известное название — Караваевская. Известно, что на улице до революции находились мектеб при одной из мечетей слободы и русско-татарское училище.
К концу 1930-х годов улица имела более 100 домовладений: №№ 5/220, 11–85/17, 89–105/23, 109–113/73 по нечётной стороне и №№ 4/218–62, 66–78/18, 84–108, 112 по чётной.
15 марта 1950 года была переименована в улицу Кулахметова.
Строительство многоквартирных домов на улице началось во второй половине 1960-х годов; основная часть застройки улицы относится к 1960-м – 1980-м годам, часть домов имела ведомственную принадлежность.
После вхождения Пороховой слободы в состав Казани улица вошла в состав слободы Восстания, административно относившейся к 6-й городской части. После введения в городе деления на административные районы входила в состав Заречного (с 1931 года Пролетарского, до 1935), Кировского и Ленинского (1935–1973), Кировского и Московского (с 1973) районов.

## Транспорт

### Автобус
По улице ходит общественный транспорт (автобусы №№ 10, 10а, 36, 45, 47) и есть пять остановок общественного транспорта: «Школа № 70», «Сабан», «Аптека № 293», «Кулахметова», «Разъезд Восстания».

### Троллейбус
В 2023 году в связи со строительством развязки на Горьковском шоссе на улицу планируется перенести троллейбусный маршрут № 1.

### Трамвай
В 1930-е годы через улицу планировалось продлить трамвайный маршрут № 5 от Ягодной слободы до фабрики киноплёнки.

## Объекты
- № 2/38 — Первая Пороховая мечеть (снесена).
- № 5 — жилой дом стройтреста № 5.[22]
- № 7 — жилой дом завода медаппаратуры.[22]
- №№ 8, 10, 12 — кооперативные дома.[23]
- № 9, 11 — жилые дома МВД ТАССР.[24]
- № 13а — жилой дом льнокомбината[тат.] (снесён).[25]
- №№ 19, 21, 23 — жилые дома треста «Казаньхимстрой».[26][27]
- №№ 25 к1 к2 — жилой дом ПО «Тасма».[28]
- № 50 (по старой нумерации, в районе нынешнего дома № 16) — в этом доме располагалось Пороховское русско-татарское училище, в котором работал учителем Гафур Кулахметов.[29]

## Известные жители
В доме № 50 (по старой нумерации) жил Гафур Кулахметов, в доме № 25 — лингвист Луиза Байрамова.